# Wolf Harden
Wolf Harden (* 13. Mai 1962 in Hamburg) ist ein deutscher Pianist.

## Leben
Seine frühe Förderung erhielt er von seiner Mutter, der Pianistin Ruth Harden, die ihm den ersten Klavierunterricht gab, und seinem Vater, dem Musikwissenschaftler und Journalisten Ingo Harden. Schon mit sechs Jahren übte er regelmäßig. Er studierte in Detmold bei Eckart Besch und nahm privaten Unterricht bei Jorge Bolet. Mit dem Geiger Michael Mücke und dem Cellisten Niklas Schmidt gründete Harden 1980 das Trio Fontenay. Der Gewinn des Mendelssohn-Preises 1982 und des ersten Preises beim Deutschen Musikwettbewerb 1985 begründeten die internationale Karriere des Trios. Zahlreiche mit Auszeichnungen prämierte Aufnahmen dokumentieren den Erfolg. Als sich das Trio 2006 nach mehr als 2000 Konzerten und 35 Einspielungen endgültig trennte, hatte sich Wolf Harden bereits mit vielen CD-Einspielungen einen Namen als Solist gemacht. Dabei setzt er sich vor allem für unbekanntere Werke ein, wie das Klavierkonzert von Hans Pfitzner und die Klaviermusik von Dohnányi, Lehár und Reger. Beim Label Naxos hat er etwa im Jahr 2000 ein auf mindestens zwölf Volumes angelegtes Projekt des gesamten solistischen Werks von Ferruccio Busoni in Angriff genommen.